# Thanh Hà, Thiết Lĩnh
Thanh Hà (chữ Hán giản thể: 清河区, âm Hán Việt: Thanh Hà khu) là một quận của địa cấp thị Thiết Lĩnh, tỉnh Liêu Ninh, Cộng hòa Nhân dân Trung Hoa. Quận Thanh Hà có diện tích 423 km², dân số 100.000 người. Mã số bưu chính của Thanh Hà là 112003, huyện lỵ tại số 63 đường Thanh Hà. Huyện Thanh Hà được chia thành 2 nhai đạo biện sự xứ, 1 trấn, 1 hương dân tộc. 
- Nhai đạo biện sự xứ: Hướng Dương, Hồng Kỳ.
- Trấn: Trương Tướng.
- Hương dân tộc Mãn Tằng Gia Truân.